# Sjogerstads landskommun
Sjogerstads landskommun var en tidigare kommun i dåvarande Skaraborgs län.

## Administrativ historik
Kommunen inrättades i Sjogerstads socken i Gudhems härad i Västergötland när 1862 års kommunalförordningar trädde i kraft.  
Vid kommunreformen 1952 uppgick landskommunen i Skultorps landskommun som 1971 uppgick i Skövde kommun.